# Samotność w sieci
Samotność w sieci (zapis stylizowany S@motność w sieci) – powieść miłosna autorstwa Janusza Leona Wiśniewskiego wydana 5 września 2001 roku przez wydawnictwo Prószyński i S-ka oraz Wydawnictwo Czarne.
Dwa lata później pojawiła się S@motność w sieci. Tryptyk – specjalna wersja książki z komentarzami autora i fanów oraz z postepilogiem.
W lutym 2005 roku książka doczekała się swojej adaptacji multimedialnej jako powieść czytana w interpretacji Danuty Stenki i Krzysztofa Globisza, ze specjalnym udziałem autora.
Utwór został zekranizowany w 2005 roku przez Telewizję Polską do postaci pełnometrażowego filmu kinowego oraz czteroodcinkowego serialu telewizyjnego. Autorami scenariusza są Janusz Leon Wiśniewski i Witold Adamek.
Wśród krytyki i czytelników powieść ma zróżnicowaną opinię. Obok recenzji bardzo pochlebnych pojawiały się również zarzucające powieści niski poziom i pornograficzność.
Janusz Leon Wiśniewski za utwór S@motność w sieci otrzymał w 2003 roku nagrodę Studencka Cooltura. Książka została przetłumaczona na języki: rosyjski, chorwacki, wietnamski i czeski. W 2006 ukazała się na Ukrainie i Litwie.

## Fabuła
S@motność w sieci opisuje miłość dwojga Polaków, którzy prawie całą swoją znajomość ograniczają do kontaktów w internecie. Jakub, ceniony na świecie informatyk, na stałe pracuje i mieszka w Niemczech. Któregoś dnia otrzymuje na ICQ wiadomość od kobiety, chcącej zwierzyć mu się ze swoich problemów. Ta niewinna wiadomość zapoczątkowuje ich znajomość i fascynację sobą nawzajem. Uczucie, którym się darzą, w pewnym momencie przeradza się w miłość na odległość.
Akcja powieści widziana jest oczami dwóch osób: Jakuba i Jej (nie wiadomo, jak ma na imię bohaterka, mimo iż jest jedną z głównych postaci, choć w filmie nadano jej imię Ewa). Autor często zmienia bohatera, który rozwija akcję – raz obserwujemy działania Jakuba, raz Jej. Taki sposób prowadzenia akcji pozwala czytelnikowi lepiej poznać obydwoje bohaterów.
Bieżące wydarzenia często przerywane są retrospekcjami z przeszłości postaci, co pozwala czytelnikom lepiej zrozumieć uczucia bohaterów w danym momencie oraz w kontekście całej książki.